# بخش بایه دل کائوکا
شهرستان بایه دل کائوکا (به اسپانیایی: Valle del Cauca Department) یک سکونت‌گاه مسکونی است که در کلمبیا واقع شده‌است.

## خصوصیات
شهرستان بایه دل کائوکا ۲۲٬۱۴۰ کیلومترمربع مساحت و ۴٬۵۶۰٬۱۹۶ نفر جمعیت دارد.